# 潘安乡
潘安乡，是中华人民共和国四川省阿坝藏族羌族自治州小金县下辖的一个乡镇级行政单位。

## 行政区划
潘安乡下辖以下地区：
潘安村、纳东村、火地村和城门村。